# Renault 19
Pour les articles homonymes, voir R19.
La Renault 19 est une automobile compacte française commercialisée de 1988 à 1996 en Europe, mais produite jusqu'à fin 2000 pour les pays d'Amérique du Sud. Elle fut la dernière Renault à recevoir un numéro pour nom, pour le XXe Siècle. Sa plate-forme était celle des Renault 9 et Renault 11 qu'elle remplaçait, et servit également à la Mégane après elle.
À l'époque, la R19 fut un porte-étendard pour Renault, qui souhaitait à la fois pénétrer le marché allemand et redorer son blason avec une finition et une fiabilité exemplaires. La voiture était assemblée dans des usines robotisées, et pour l'époque futuristes, notamment à Douai. De ce fait, en dépit de ses lignes jugées banales, la R19 fut considérée, lors de sa sortie, comme un gigantesque pas en avant du constructeur vers une plus grande qualité de fabrication. Elle fut d'ailleurs la voiture étrangère la plus vendue en Allemagne de l'Ouest en 1990 puis en Allemagne réunifiée de 1991 à 1994,,,,. Ses « moteur E », dit « Energy », ainsi que le 1,9 dT sont réputés pour leur fiabilité et leur longévité.
Elle est produite en Turquie de 1994 à 2003.

## Historique

### Conception et développement
C’est en novembre 1984 que le projet X53 apparaît. Ce projet avait pour but de construire une berline fiable associant confort et sécurité avec des outils de nouvelle génération.
L’informatique jouera un rôle très important dans la conception du projet X53 avec les premières maquettes en 3D (conception assistée par ordinateur) et les premières machines à commande numérique (fabrication assistée par ordinateur).
L’avancée technologique de la fin des années 1980 a permis la conception, les tests, et les modifications possibles avant même qu’une pièce soit réalisée.
Les prototypes X 53 ont parcourus 7,5 millions de kilomètres (2) entre les pavés, les bancs d’essais et les tests en conditions extrêmes (pluie, température…) dans les 2 centres de Lardy et d’Aubevoye.
Pour ce nouveau modèle, Renault étudie aussi trois nouveaux moteurs modernes, deux essence et un diesel.
- Le 1,4 litre « Energy » de 80 ch,
- Le 1,8 litre 16 soupapes de 140 ch,
- Le 1,9 D de 65 ch
- Le 1,9 dT de 93 ch (sorti en juillet 91)

Ce n’est que quelques bonnes semaines après que la X 53 porte enfin un nom : ce sera la Renault 19. 
Chaque carrosserie avait un nom de code différent :
- B53 pour la cinq portes,
- C53 pour la trois portes,
- L53 pour la quatre portes (Renault 19 Chamade, renommée Renault 19 Tricorps[8] à son restylage, appelée dans certains pays Renault 19 Europa ou encore Renault 19 Bellevue), cette version était prisée d'une clientèle moins féminine, davantage mariée, plus rurale et plus âgée que la R19 bicorps[8],
- D53 pour le cabriolet.

## Caractéristiques

### 1.2
- Période de service : 1988
- Identifiant moteur : C1G  « Cléon-Fonte »
- Cylindrée : 1 237 cm3
- Alimentation : carburateur simple corps (Zénith 32)
- Puissance maxi : 55 ch
- Régime maximum : 5 300 tr/min

### 1.2e
- Période de service : 1989 à 1991
- Identifiant moteur : E7F  « Energy »
- Cylindrée : 1 171 cm3
- Alimentation : injection monopoint
- Puissance maxi : 60 ch
- Régime maximum : 5 400 tr/min

### 1.4
- Période de service : 1988 à 1991 / 1991 à 1999
- Identifiant moteur : C1J / C3J  « Cléon-Fonte »
- Cylindrée : 1 397 cm3 en version carburateur / 1 390 cm3 en version injection
- Alimentation : carburateur simple corps (Zénith 32 IF2 ou Weber 32) / injection monopoint
- Puissance maxi : 60 ch
- Régime maximum : 5 250 tr/min / 4 950 tr/min

### 1.4e
- Période de service : de 1988 à 2000
- Identifiant moteur : E6J / E7J  « Energy »
- Cylindrée : 1 390 cm3
- Alimentation : carburateur double corps (Weber 32 TLDR) / injection monopoint
- Puissance maxi : 80 ch
- Régime maximum : 5 600 tr/min

### 1.6
- Période de service : 1992 à 2000 (marché hispanique)
- Identifiant moteur : C2L  « Cléon-Fonte »
- Cylindrée : 1 565 cm3
- Alimentation : carburateur simple corps (Weber 32)
- Puissance maxi : 73 ch
- Régime maximum : 5 100 tr/min

### 1.6i
- Période de service : 1994 à 2000 (marché hispanique)
- Identifiant moteur : C3L  « Cléon-Fonte »
- Cylindrée : 1 565 cm3
- Alimentation : injection monopoint
- Puissance maxi : 78 ch
- Régime maximum : 5 000 tr/min

### 1.7
- Période de service : 1988 à 1992
- Identifiant moteur : F2N  « Moteur F »
- Cylindrée : 1 721 cm3
- Alimentation : carburateur double corps (Solex 32*34 Z13)
- Puissance maxi : 92 ch
- Régime maximum : 5 800 tr/min

### 1.7 i.e.
- Période de service : 1990 à 1992
- Identifiant moteur : F3N  « Moteur F »
- Cylindrée : 1 721 cm3
- Alimentation : injection multipoint
- Puissance maxi : 107 ch
- Régime maximum : 5 800 tr/min

### 1.8 8s
- Période de service : 1992 à 1996
- Identifiant moteur : F3P  « Moteur F »
- Cylindrée : 1 794 cm3
- Alimentation : injection monopoint / injection multipoint (RSI, Baccara)
- Puissance maxi : 95 ch / 113 ch (RSI, Baccara)
- Régime maximum : 5 600 tr/min monopoint / 6 500 tr/min multipoint

### 1.8 16s
- Période de service : 1990 à 1996
- Identifiant moteur : F7P  « Moteur F »
- Cylindrée : 1 764 cm3
- Alimentation : injection multipoint
- Puissance maxi : 140 ch (1990/1992) 137 ch (1992/1996)
- Régime maximum : 7 200 tr/min

### 1.9 D
- Période de service : 1988 à 2000
- Identifiant moteur : F8Q  « Moteur F »
- Cylindrée : 1 870 cm3
- Alimentation : injection
- Puissance maxi : 65 ch
- Régime maximum : 4 500 - 4 600 tr/min
- pompe injection: lucas et bosch

### 1.9 dT
- Période de service : 1991 à 1996
- Identifiant moteur : F8Q Turbo  « Moteur F »
- Cylindrée : 1 870 cm3
- Alimentation : injection + turbo
- Puissance maxi : 95 ch
- Régime maximum : 4 300 tr/min

## La gamme
- Berline 5 portes 1988 à 1999 : moteurs 1.4 60 ch à 1.8 16s 140 ch et diesel atmosphérique (65 ch) et turbo (93 ch).
- Berline 4 portes "Chamade" 1989 à 1999 : moteurs 1.4 60 ch à 1.8 16s 140 ch et diesel atmosphérique et turbo.
- Berline 3 portes :  1989 à 1999 : moteurs 1.2 60 ch à 1.8 16s 140 ch et diesel atmosphérique (65 ch) et turbo (93 ch).
- Cabriolet (assemblé chez Karmann) 1991 à 1999: moteurs 1.8 95 ch, 1.8ie 115 ch et 1.8 16s 137 ch.
- 1988 à 1989 Renault 19 TR 1.2 58 ch (3 portes)
- 1990 à 1992 Renault 19 TR 1.2e 60 ch (3 portes)
- 1988 à 1992 Renault 19 TR 1.4 60 ch
- 1988 à 1992 Renault 19 TS 1.4e 80 ch
- 1988 à 1992 Renault 19 TD 1.9 65 ch
- 1988 à 1992 Renault 19 GTR 1.4 60 ch
- 1988 à 1992 Renault 19 GTS 1.4e 80 ch
- 1990 à 1992 Renault 19 GTX 1.7 92 ch
- 1988 à 1992 Renault 19 GTD 1.9 65 ch
- 1991 à 1992 Renault 19 TurboD 1.9 93 ch
- 1988 à 1992 Renault 19 TSE 1.4e 80 ch
- 1988 à 1992 Renault 19 TXE 1.7 92 ch
- 1990 à 1992 Renault 19 TXI 1.7ie 107 ch
- 1988 à 1992 Renault 19 TDE 1.9 65 ch
- 1991 à 1992 Renault 19 TurboDX 1.9 93 ch
- 1989 à 1992 Renault 19 16S 1.8 16s 140 ch
- Restylage en 1993 (phase 2)
- 1993 à 1997/2000 Renault 19 RL / Europa 1.4 60 ch
- 1993 à 1997/2000 Renault 19 RL / Europa 1.4e 80 ch
- 1993 à 1996 Renault 19 RL / Europa 1.9d 65 ch
- 1996 à 1997/2000 Renault 19 RL / Europa 1.9d 65 ch
- 1993 à 2000 Renault 19 RE 1.6 73 ch (marché hispanique)
- 1993 à 2000 Renault 19 RE 1.6i 78 ch (marché hispanique)
- 1993 à 1997/2000 Renault 19 RN / Storia 1.4 60 ch
- 1993 à 2000 Renault 19 RN / Storia 1.4e 80 ch
- 1993 à 1996 Renault 19 RN / Storia 1.7 92 ch (hors Europe)
- 1996 à 1997/2000 Renault 19 RN / Storia 1.8 95 ch
- 1993 à 1997/2000 Renault 19 RN / Storia 1.9d 65 ch
- 1993 à 1997/2000 Renault 19 RN / Storia 1.9dT 93 ch
- 1993 à 1997/2000 Renault 19 RT 1.4e 80 ch
- 1993 à 1996 Renault 19 RT 1.7 92 ch (hors Europe)
- 1993 à 1997/2000 Renault 19 RT 1.8 95 ch
- 1993 à 1997/2000 Renault 19 RT 1.8ie 115 ch
- 1993 à 1997/2000 Renault 19 RT 1.9d 65 ch
- 1993 à 1997/2000 Renault 19 RT 1.9dT 93 ch
- 1993 à 1997/2000 Renault 19 RSi 1.8ie 115 ch
- 1993 à 1997/2000 Renault 19 16S 1.8 16s 137 ch
- 1993 à 1997/2000 Renault 19 Baccara 1.8 95 ch
- 1993 à 1997/2000 Renault 19 Baccara 1.8ie 115 ch

Finitions de 1988 à 1992 :
- TR (entrée de gamme essence)
- TS (entrée de gamme essence)
- TD (entrée de gamme diesel)
- GTR (milieu de gamme essence)
- GTS (milieu de gamme essence) ; série limitée au départ pour le marché allemand, puis français, également disponible sous l'appellation "Dynamic".
- GTX (milieu de gamme essence)
- GTD (milieu de gamme diesel)
- Turbo D (milieu de gamme diesel)
- TSE (haut de gamme essence)
- TXE (haut de gamme essence)
- TXI (haut de gamme essence)
- TDE (haut de gamme diesel)
- Turbo DX (haut de gamme diesel)
- 16S et 16V (versions essence sportives)

Finitions de 1993 à 1999 :
- RL (entrée de gamme essence et diesel)
- RN (milieu de gamme essence et diesel, atmo et turbo)
- RT (haut de gamme essence et turbo diesel)
- S (haut de gamme essence et turbo diesel)
- RTI (haut de gamme essence)
- Baccara (haut de gamme essence)
- RSI, 16S et 16V (versions essence sportives)

### Renault 19 16S
La Renault 19 16S est le modèle sportif de la gamme Renault 19, commercialisée par Renault en 1990. Elle aura pour concurrente la Peugeot 309 GTI 16 et la Volkswagen Golf II GTI 16. Elle est animée par le  « moteur F » coiffé d'une culasse 16 soupapes, de type F7P, il s'agit du premier moteur 16 soupapes de chez Renault.
La Renault 19 16S est lancée en 1990 en remplacement des Renault 9 Turbo et des Renault 11 Turbo. Renault abandonne son mythique 1,4 « Cléon-Fonte » turbo à carburateur au profit d'un « moteur F » multi-soupapes et de l'injection multipoint, ce sera une évolution du moteur F2N de 1 721 cm3 apparu sur les Renault 9 et Renault 11, la course reste identique, mais l'alésage est augmenté, ce qui donnera une cylindrée de 1 764 cm3, coiffée d'une culasse de 16 soupapes (F7P) qui équipera la R19 16S.

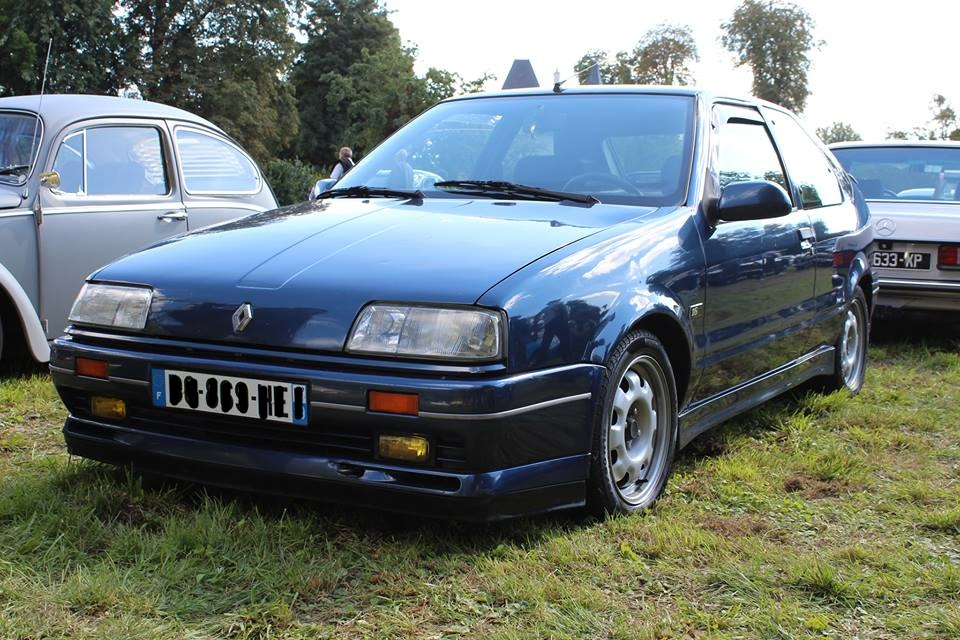
Renault 19 16S Phase 1.

La Renault 19 sera un grand progrès en matière de finition qui faisait défaut aux autos françaises des années 1980. Côté moteur, l'absence de turbo va longtemps faire grogner les inconditionnels des années 1980, d'autant que son moteur linéaire ne procure plus les sensations que donnaient les Renault 9 Turbo et Renault 11 Turbo, de plus que les performances sont identiques, mais sans le "coup de pied aux fesses" dû au turbo de ces devancières, seule la vitesse de pointe est améliorée. Sa tenue de route est excellente, notamment grâce au train arrière 4 barres. La Renault 19 16S aura des optiques et un pare-chocs avant spécifiques sur cette version, les clignotants avant seront repris des Renault 9 et Renault 11, et placés dans le pare-chocs comme sur ces devancières. Elle sera disponible en version 3 portes destinée à remplacer les Renault 11 Turbo 3 portes, en version 5 portes destinée à remplacer la Renault 11 Turbo 5 portes, en version 4 portes à coffre (Chamade) pour remplacer la Renault 9 Turbo, et également une variante en cabriolet.
En 1992, la Renault 19 est restylée, la 16S n'a plus d'optique et de pare-chocs avant spécifiques à cette version.

## Production
- Douai (France)
- Maubeuge (France)
- Haren-Vilvoorde (Belgique)
- Laguna de Duero, Valladolid (Espagne)
- Villamuriel de Cerrato, Palencia (Espagne)
- Setúbal (Portugal)
- Santa Isabel, Cordoba (Argentine)
- Bursa (Turquie)

SOFASA : Société de Fabrication d'Automobiles S.A., filiale de Renault 
- Envigado (Colombie)
- Bogotá (Colombie)

Sanfu Motors :
- Taichung (Taïwan)[13]

Avtoframos :
- Moscou (Russie), à partir de novembre 1999

## Titres
- Voiture de l'année 1989 (Allemagne)
- Voiture de l'année 1989 (Espagne)
- Voiture de l'année 1993 (Argentine)

## Les points forts
- Fiabilité excellente
- Confort
- Suspensions
- Consommation de carburant raisonnable
- Tenue de route
- Agrément de conduite
- Finition
- Budget d'entretien
- Habitabilité
- Volume de coffre
- Bons moteurs (notamment 1.4 « Energy », 1.9 dT et bloc « Cléon-Fonte »).
- Robustesse des moteurs, notamment du 1.9 dT, qui peut atteindre sans encombre les 350 000 kilomètres.
- Souplesse de la direction assistée.

## Les points faibles
- Tendance à la corrosion au niveau des bas de caisse et ailes arrière. Les passages de roues AR doivent être bien entretenus pour éviter la rouille.
- Équipement dépouillé sur TD, TR, TS avec du mieux après 1992 avec RL.
- Niveau sonore à froid pour le diesel atmosphérique.
- Ternissement de la peinture rouge, verte et crème des modèles 1988 et 1989.
- Dureté de l'embrayage, particulièrement sur les modèles diesel.
- Garde au toit arrière limitée.
- Visibilité 3/4 arrière limitée.
- Autonomie de carburant 1.7 et 1.8 carbu (< 600 km).
- Direction ferme sur les modèles bas de gamme sans assistance.
- Surchauffe du carburateur Z13 placé trop près de l'échappement, pouvant entraîner une déformation de la semelle et une prise d'air sur le 1.7 avant 1992.
- Freinage moyen, pédale de frein dure sur phase 1, sauf 16s.
- Problèmes de joints de culasse sur les versions 1.9D atmosphérique.

## La concurrence
De 1988 à 1992 :
- Volvo 440 / Volvo 460 / Volvo 480
- Opel Kadett E 1987 - 1991
- Rover 200 Mk II
- Volkswagen Golf II 1988 - 1992
- Fiat Tipo / Fiat Tempra 1989 - 1993
- Alfa Romeo 33
- Mazda 323 1988 - 1993
- Peugeot 309 1990 - 1993
- Honda Concerto
- Honda Civic 1988 - 1991
- Ford Escort  Mk V/ Ford Orion 1991 - 1993
- Nissan Sunny N14

De 1992 à 1997 :
- Peugeot 306
- Citroën ZX
- Volvo 440 / Volvo 460
- Opel Astra
- Rover 200 Mk II / Rover 400
- Lancia Delta
- BMW 318 Compact
- Volkswagen Golf III
- Ford Escort  Mk V/
- Fiat Tipo / Fiat Tempra 1993 - 1996
- Seat Córdoba
- Mazda 323 1993 - 1998
- Honda Concerto
- Honda Civic 1992 - 1996
- Nissan Sunny N14
- Nissan Almera
- Daewoo Nexia 1993 - 2013

## Images

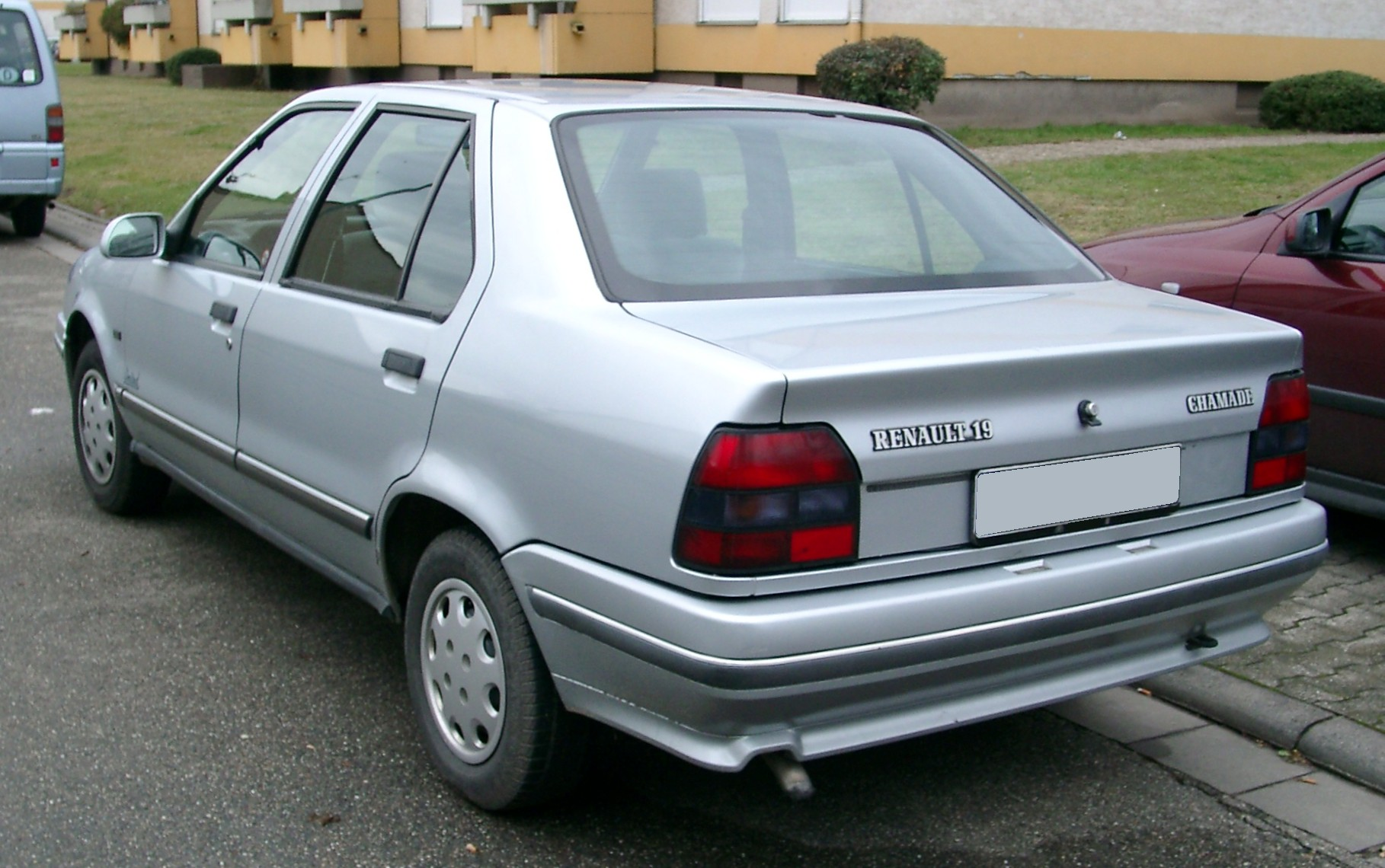
Renault 19 Chamade TSE (phase 1)
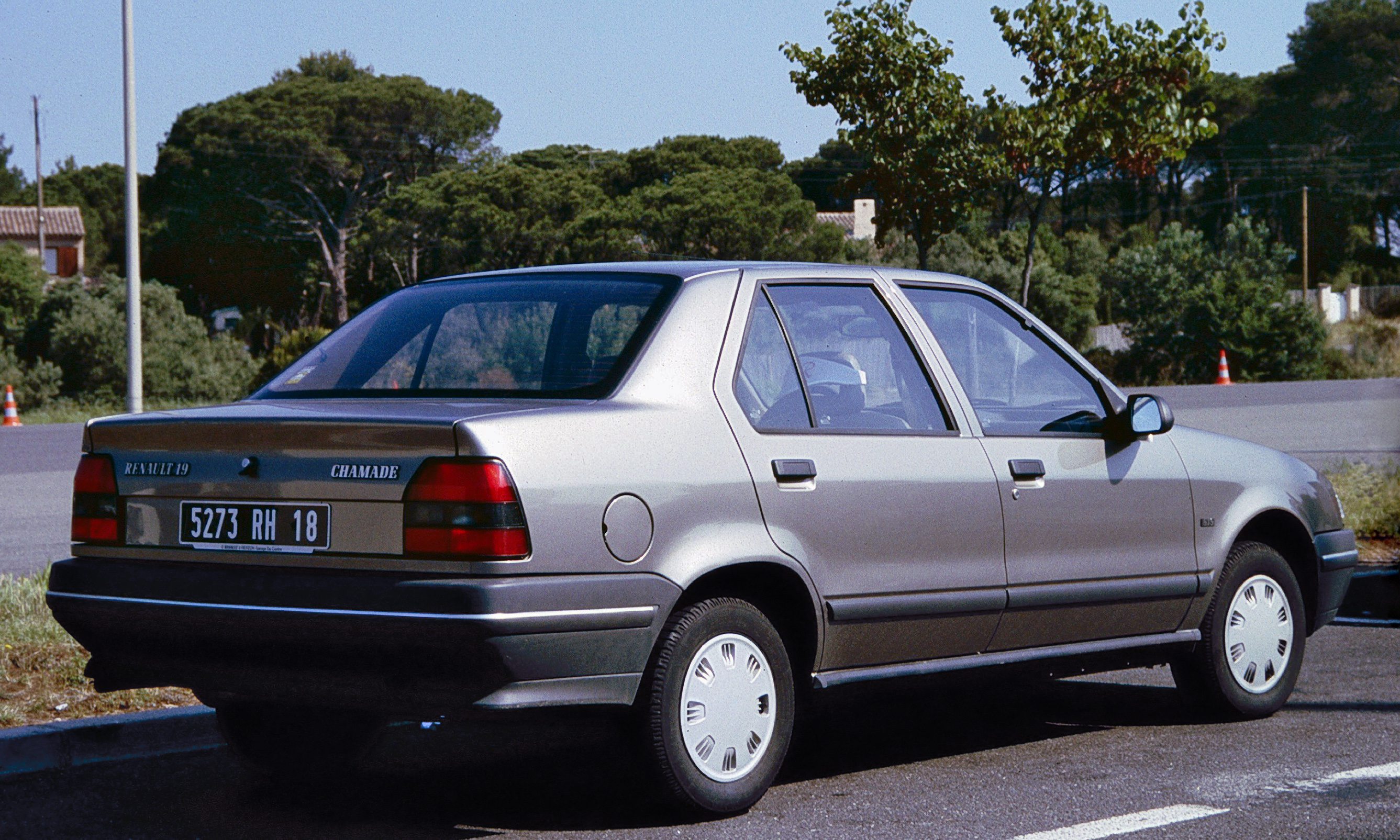
Renault 19 Chamade GTS (phase 1)
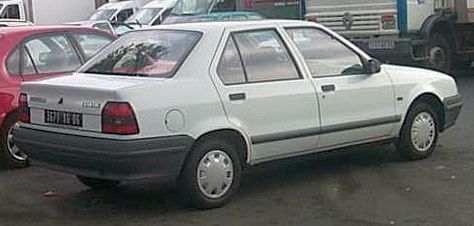
Renault 19 Chamade TS (phase 1)
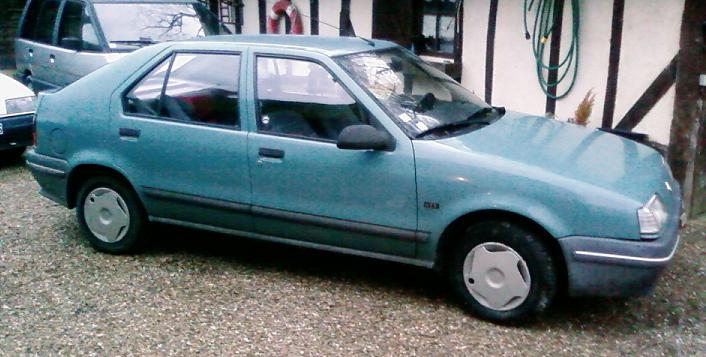
Renault 19 GTX 1988 (phase 1)
Renault 19 TD (phase 1)
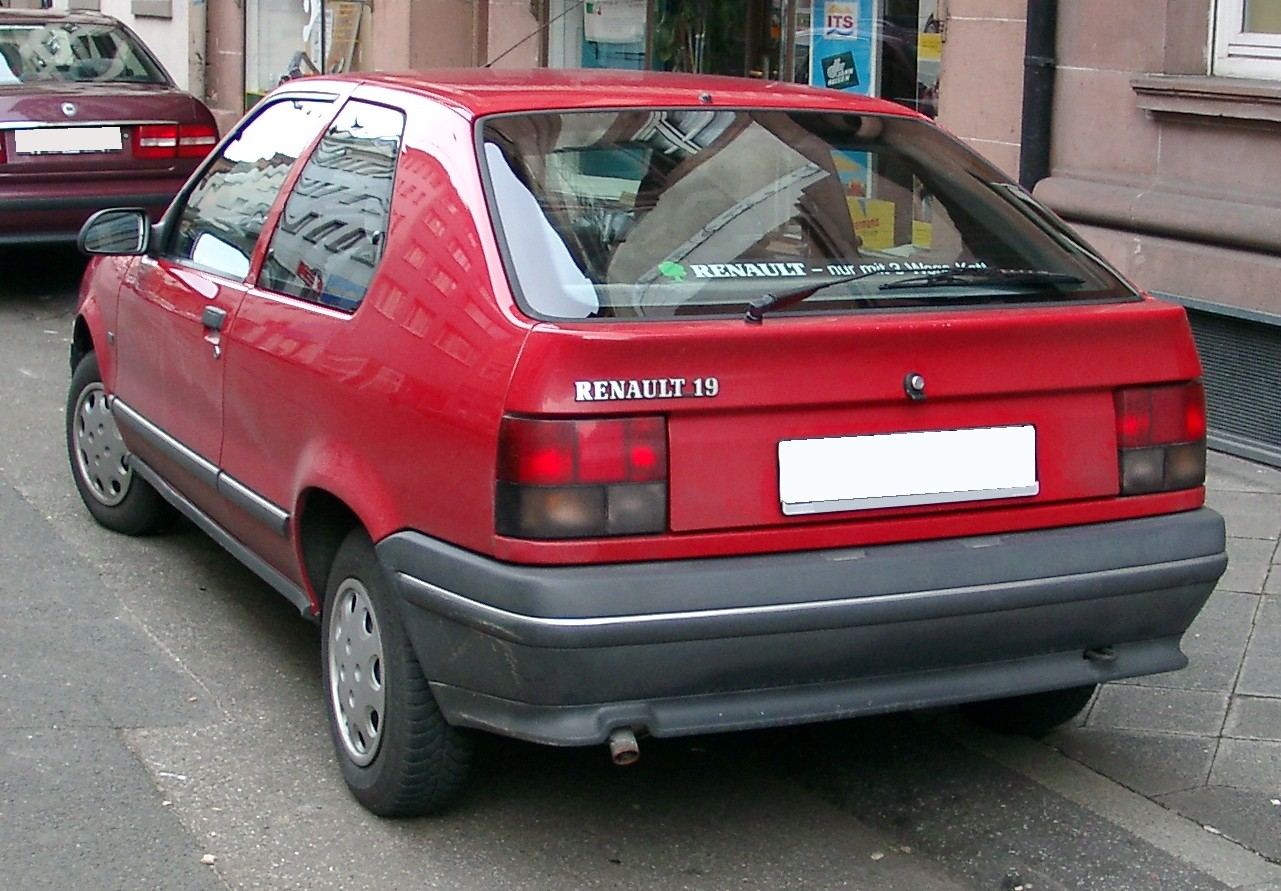
Renault 19 3 portes (phase 1)
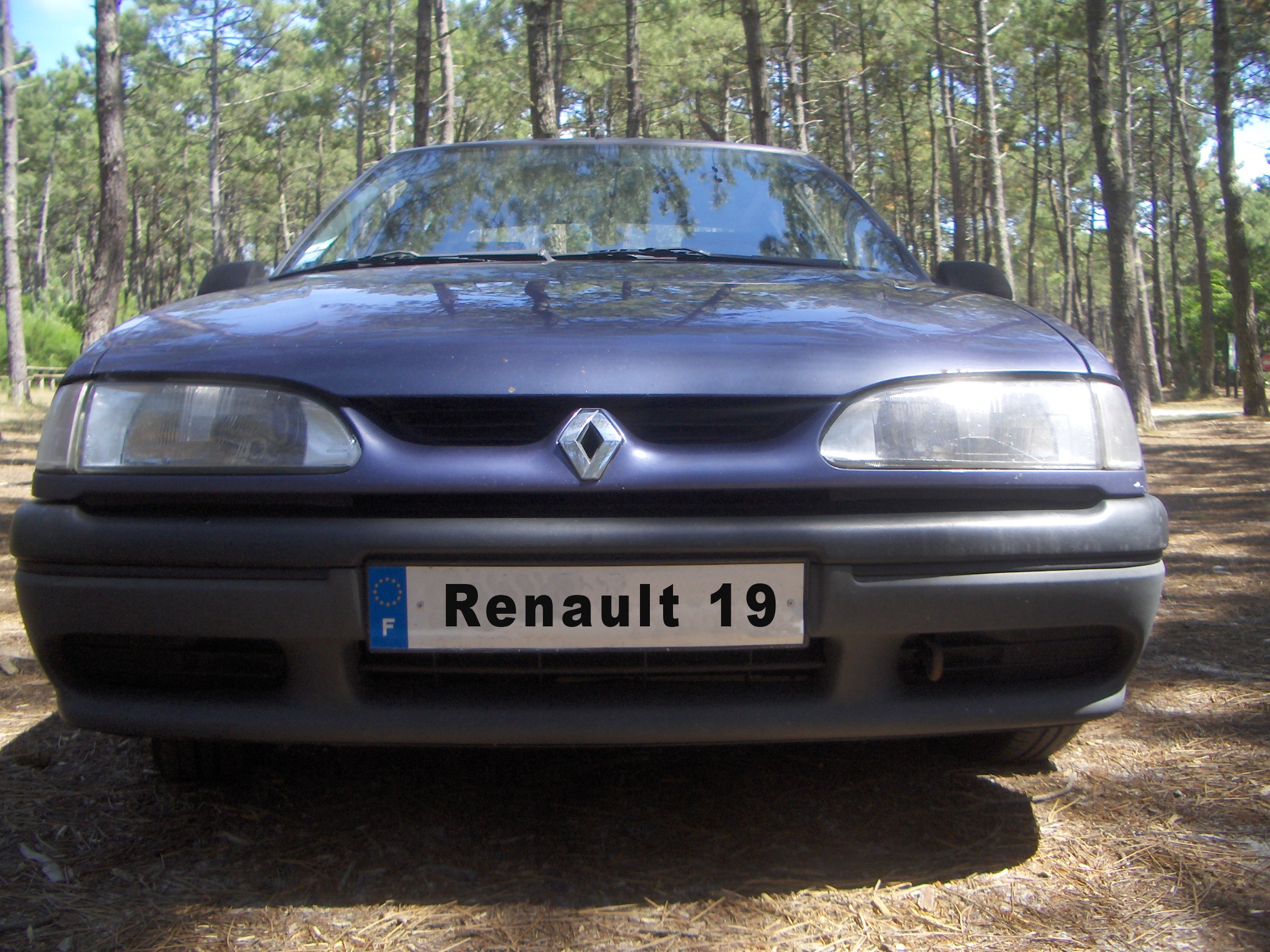
Face avant d'une Renault 19 RN de 1992 (phase 2)
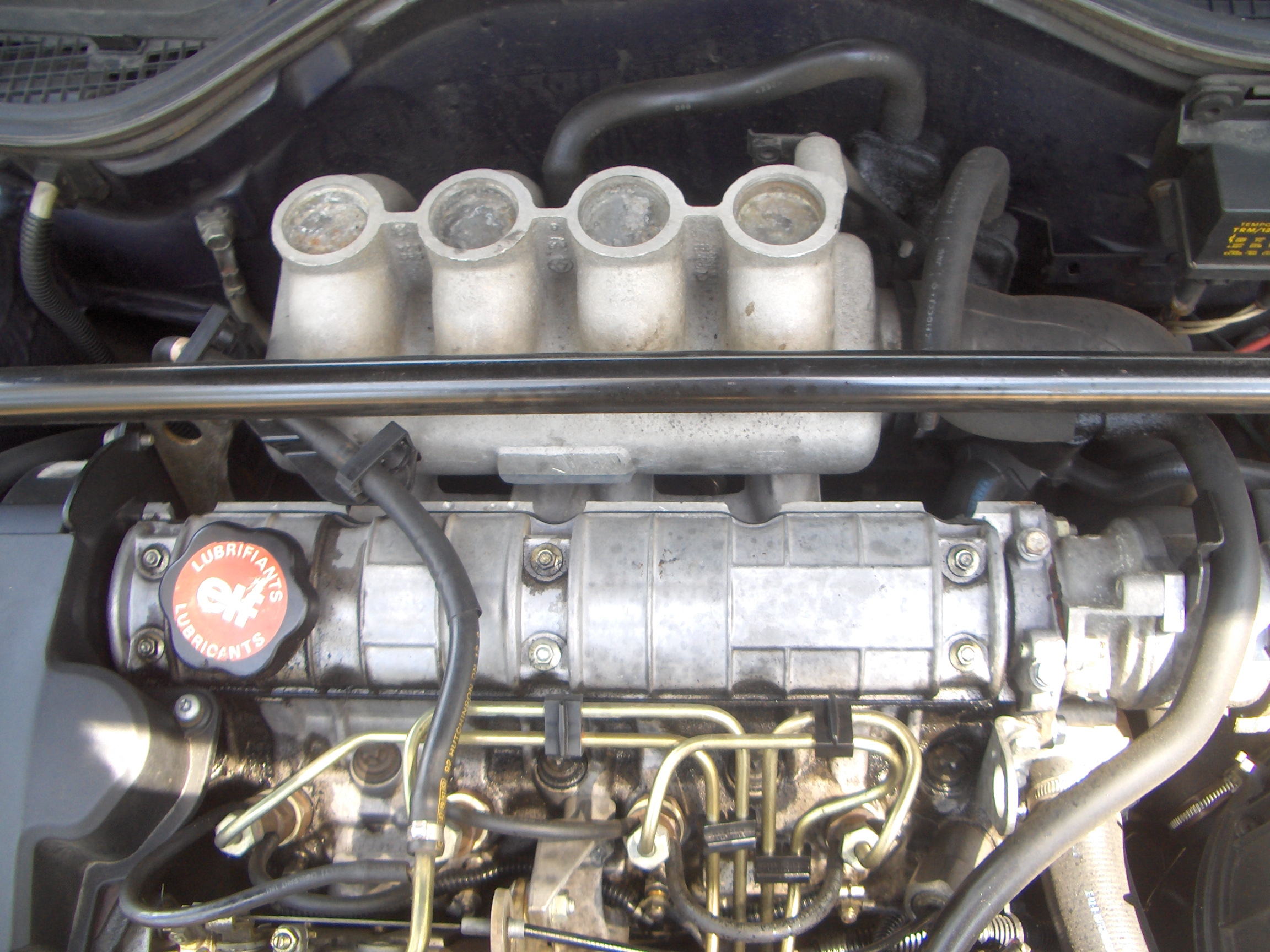
Moteur Renault 1.9D 65 ch sur Renault 19 RN de 1992
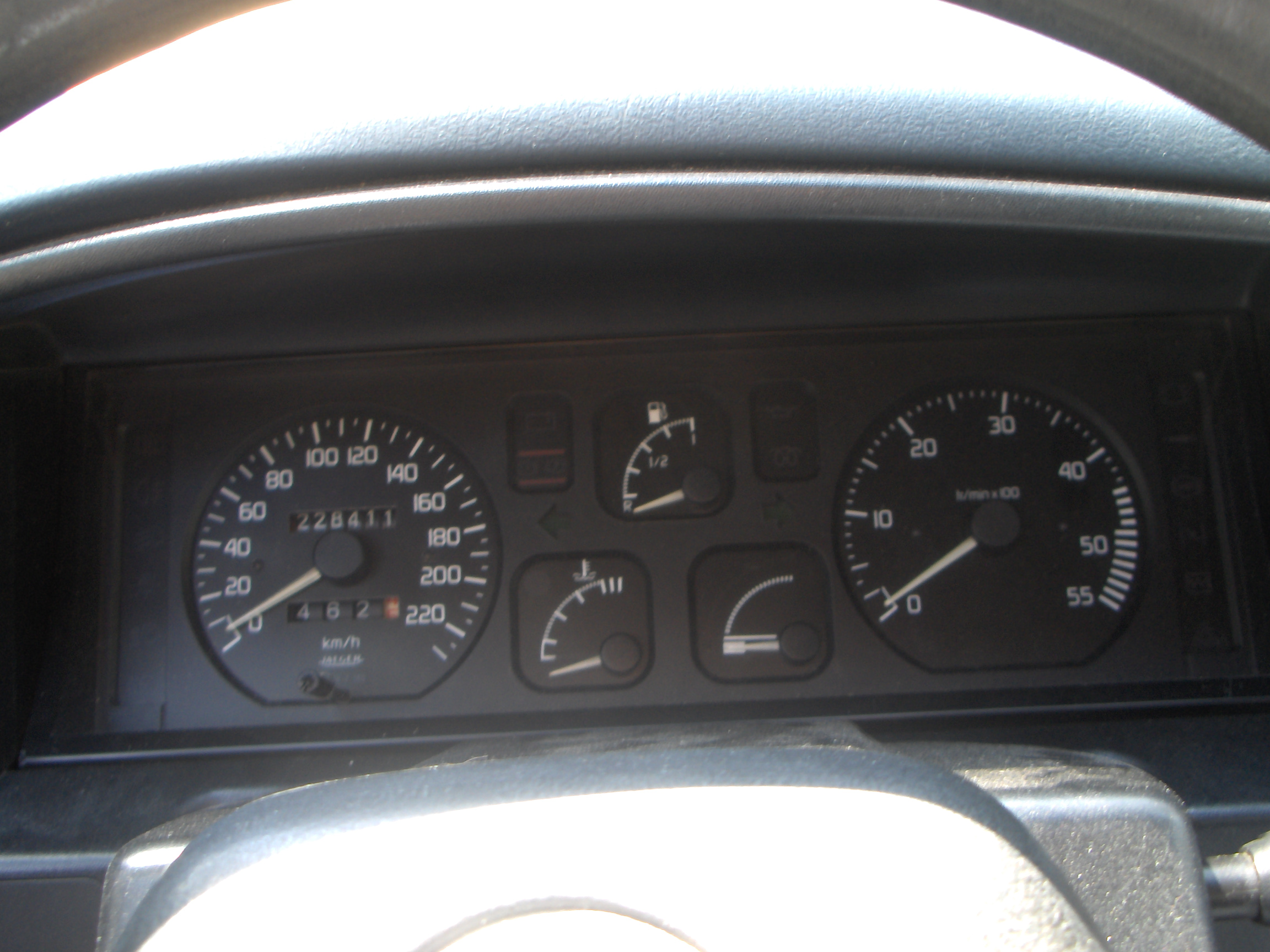
Tachymètre sur Renault 19 RN 1.9 D de 1992
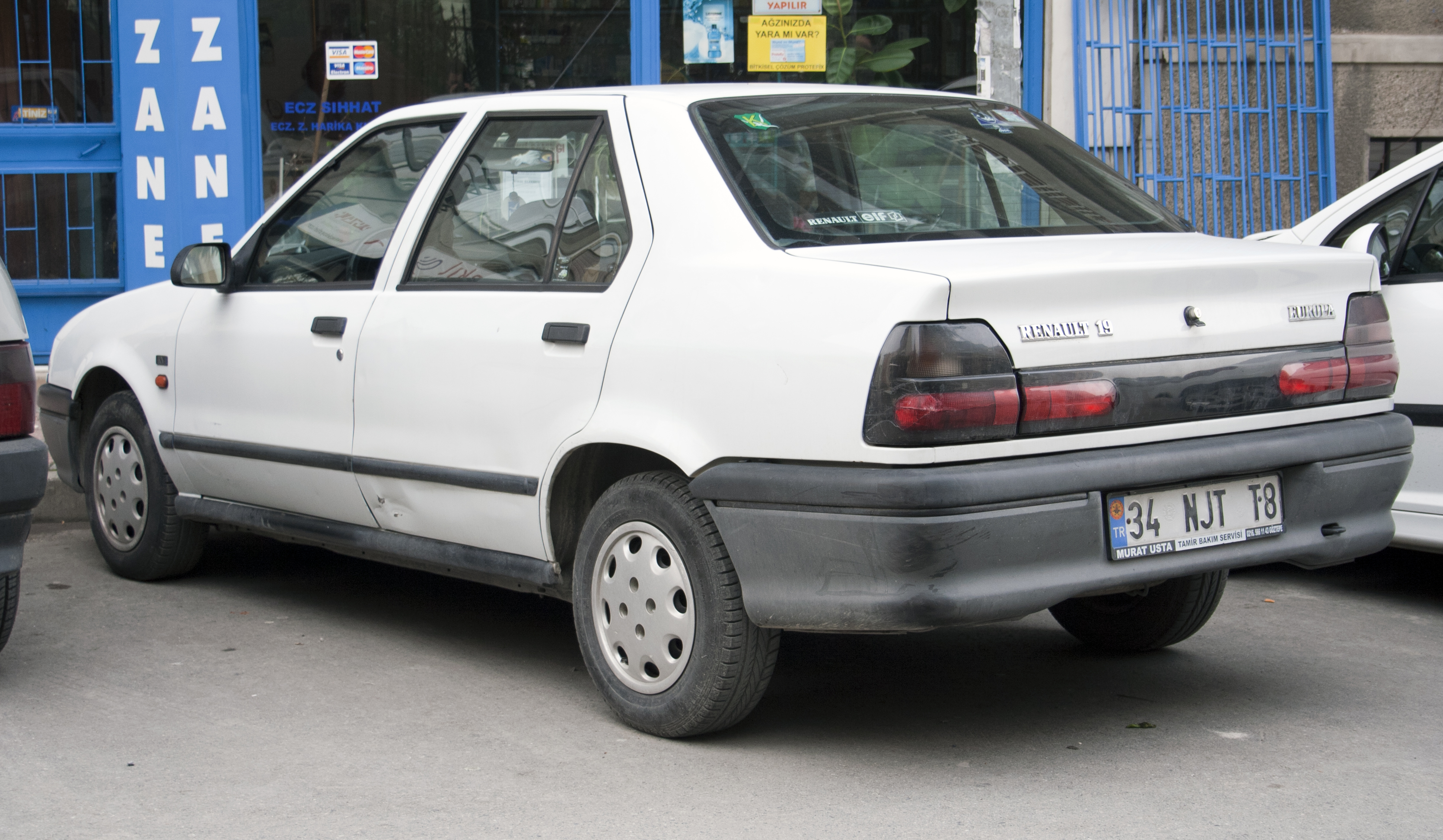
Renault 19 Europa RN (phase 2)
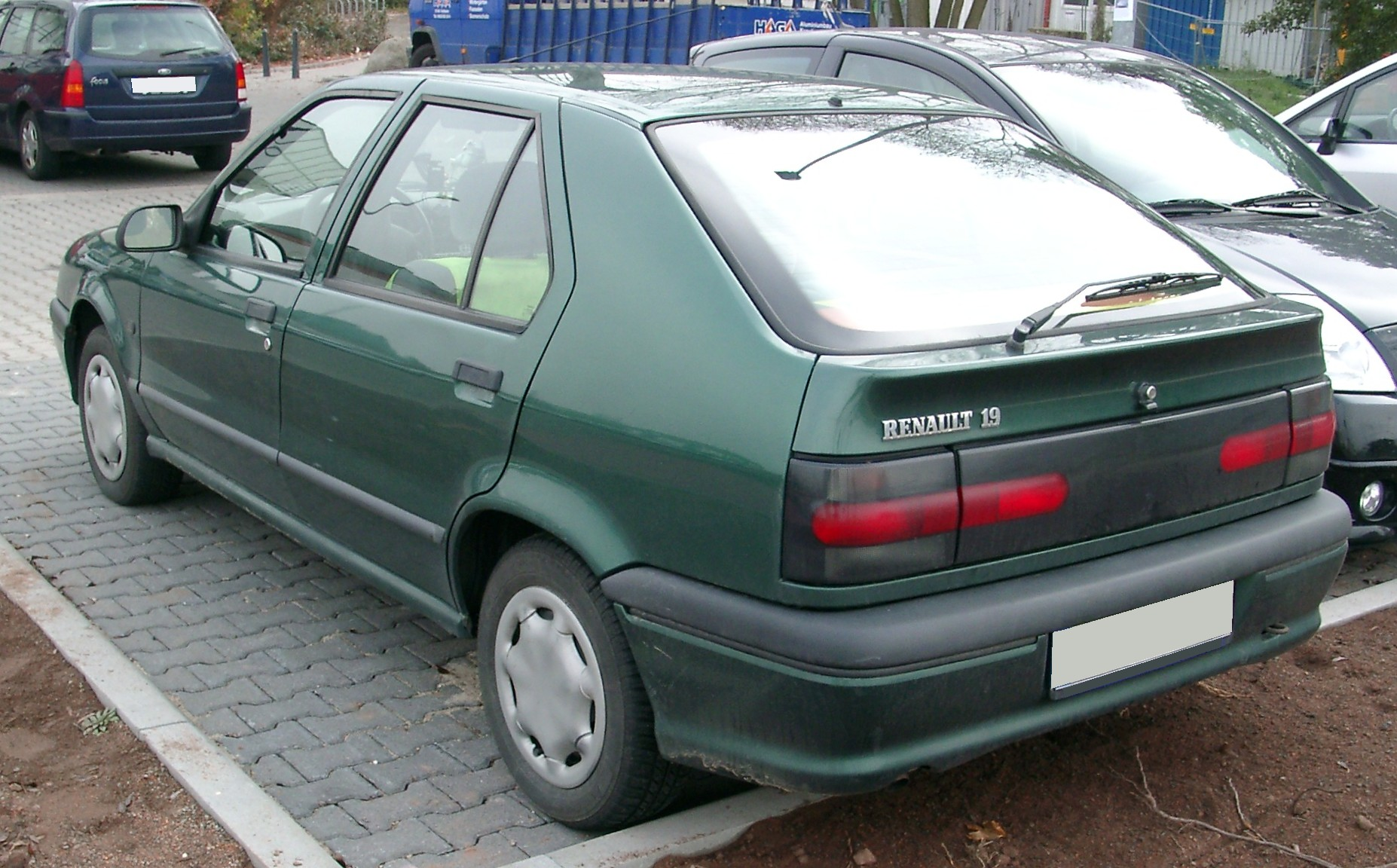
Renault 19 RN (phase 2)
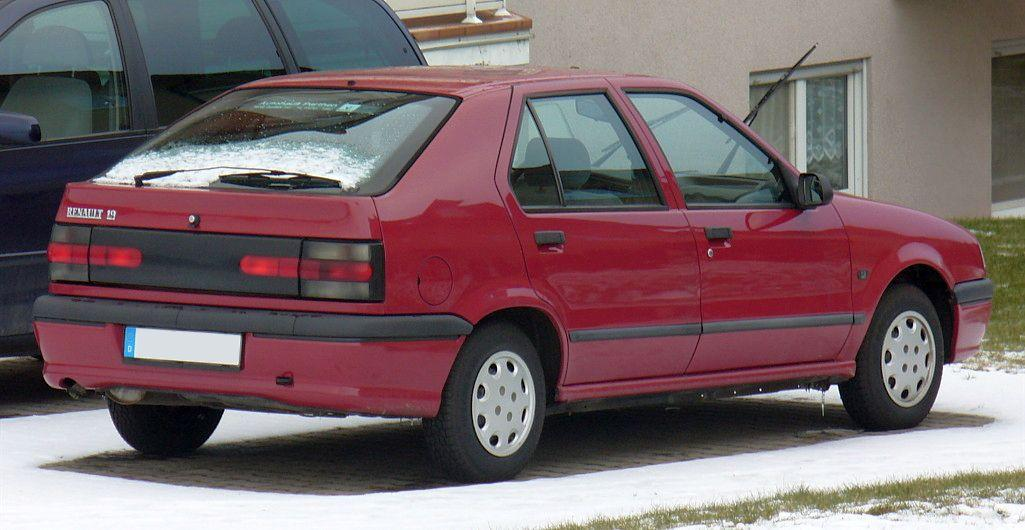
Renault 19 RN (phase 2)
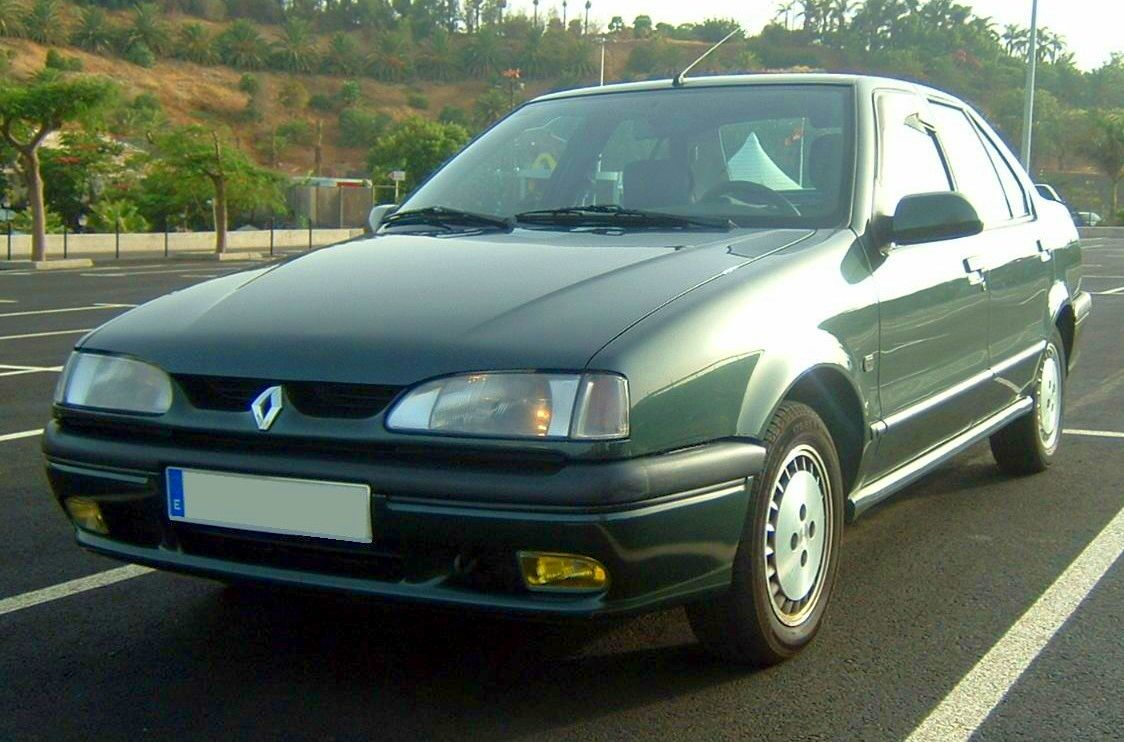
Renault 19 4 portes RT (phase 2)
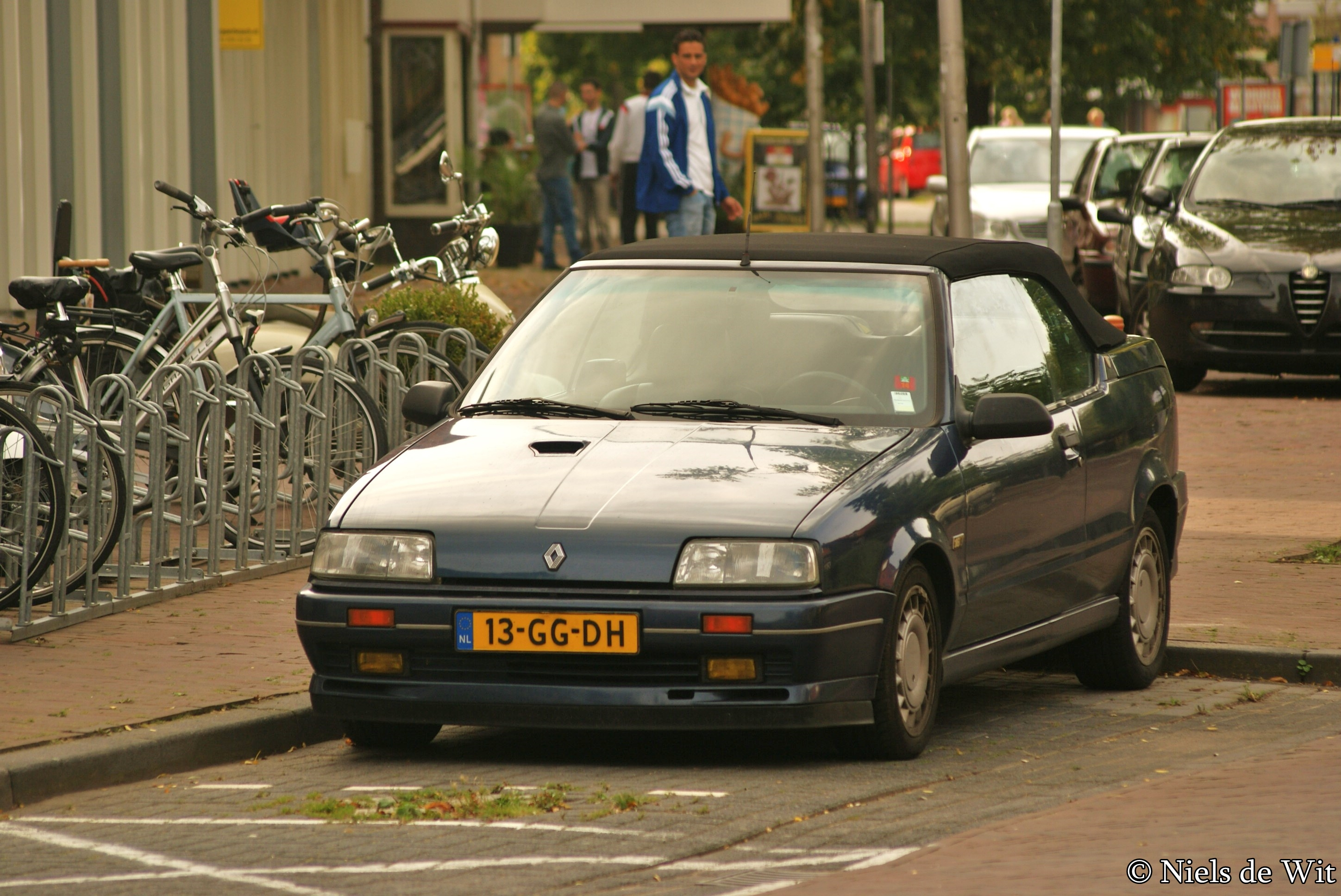
Renault 19 Cabriolet phase 1
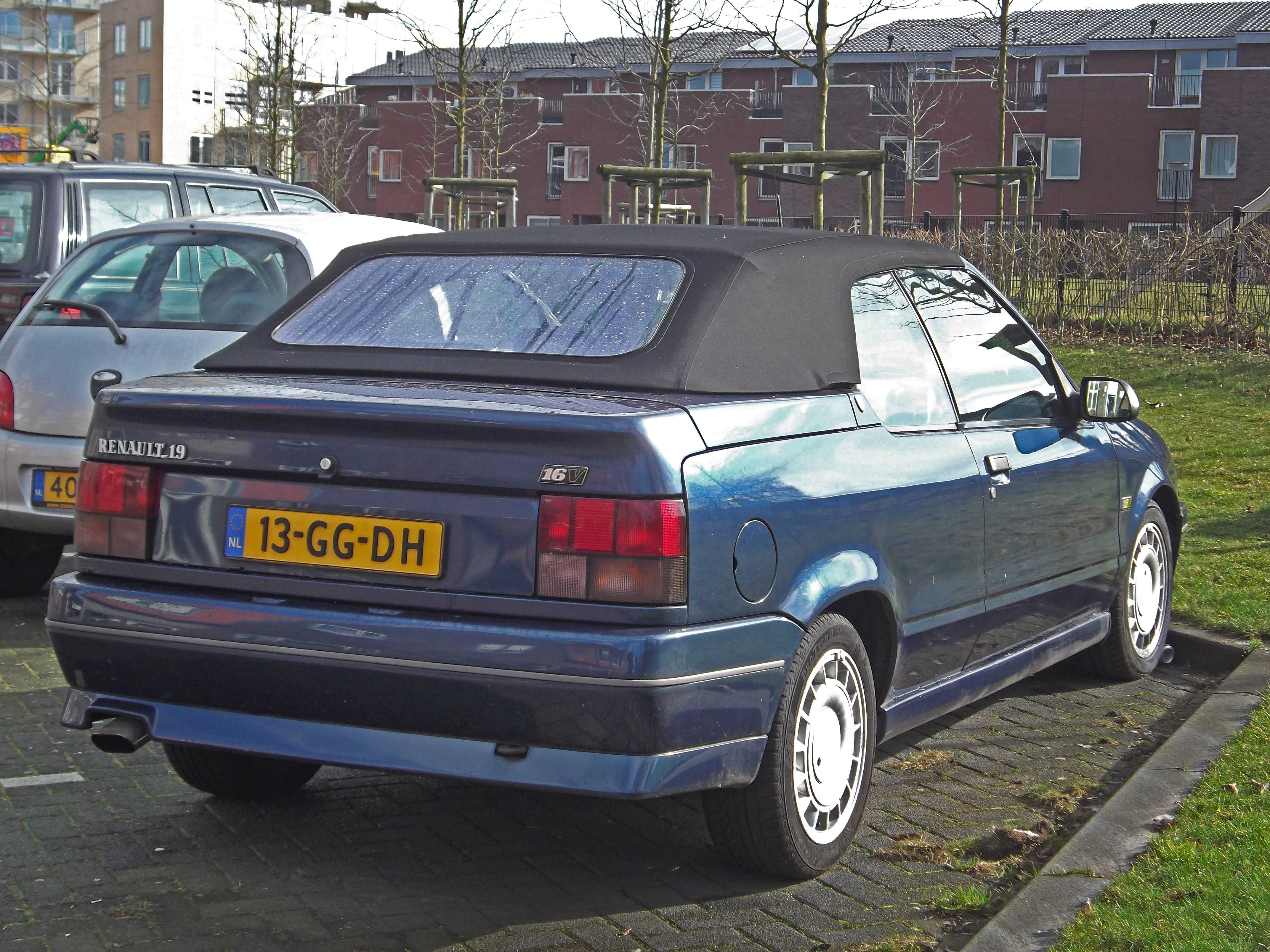
Renault 19 Cabriolet phase 1
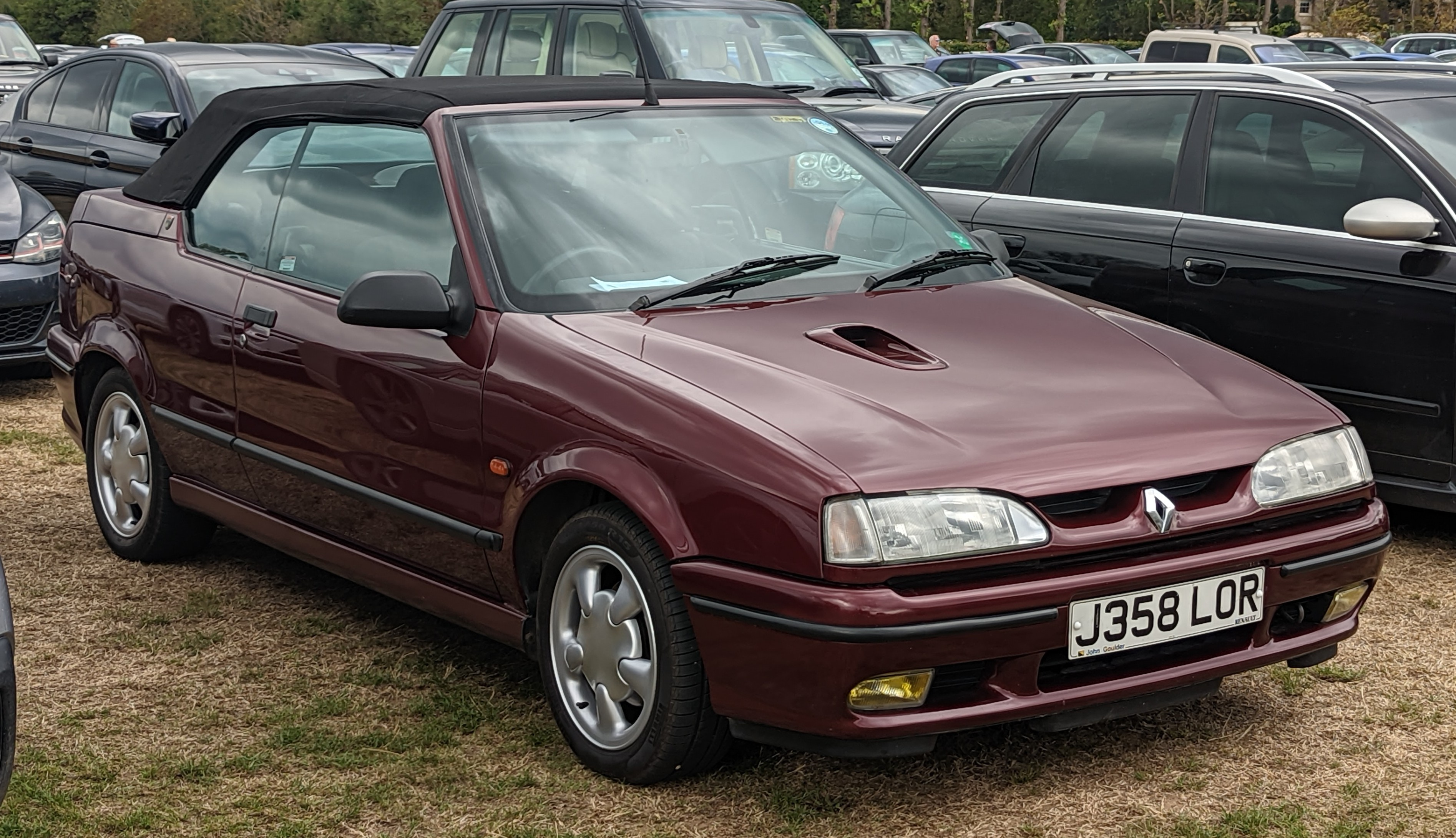
Renault 19 Cabriolet phase 2
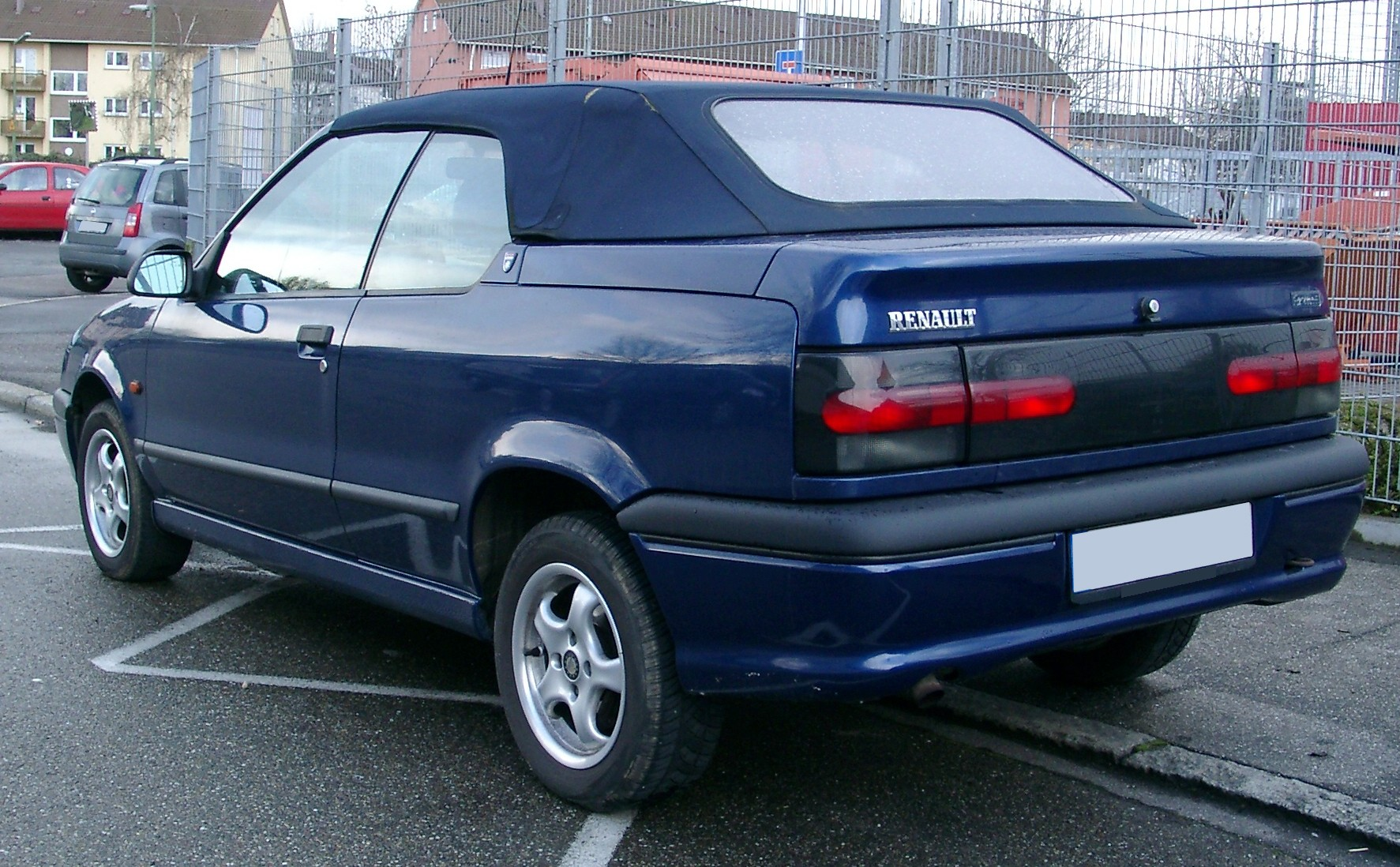
Renault 19 Cabriolet phase 2
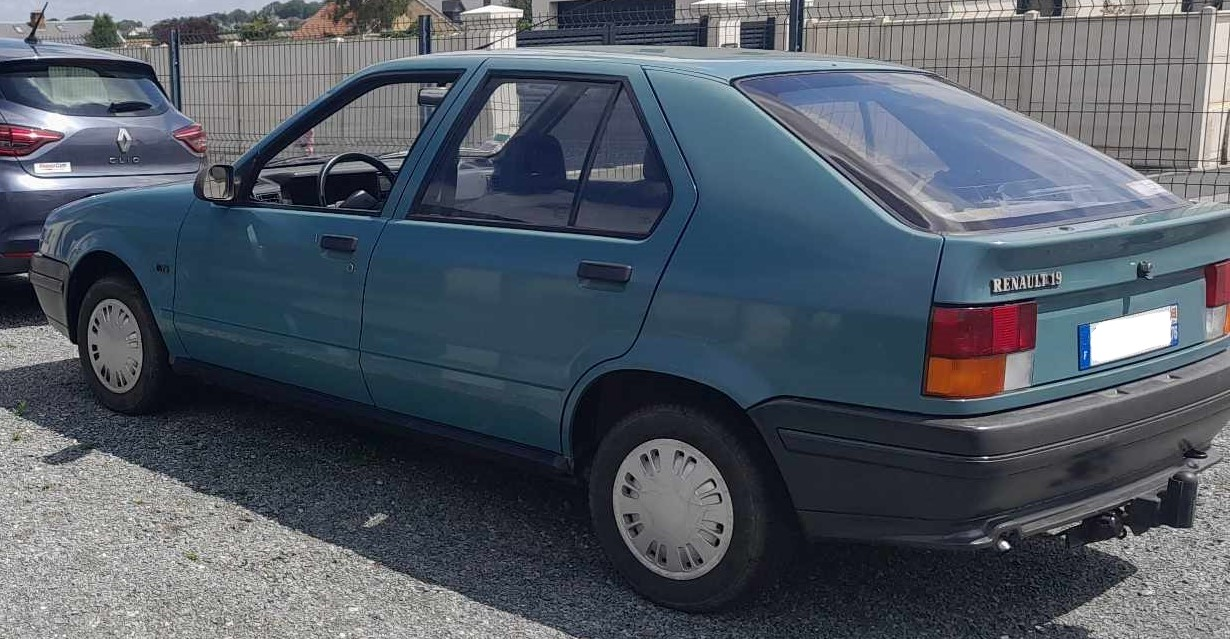
Renault 19 TR 1988 (phase1)